# Des Knaben Wunderhorn

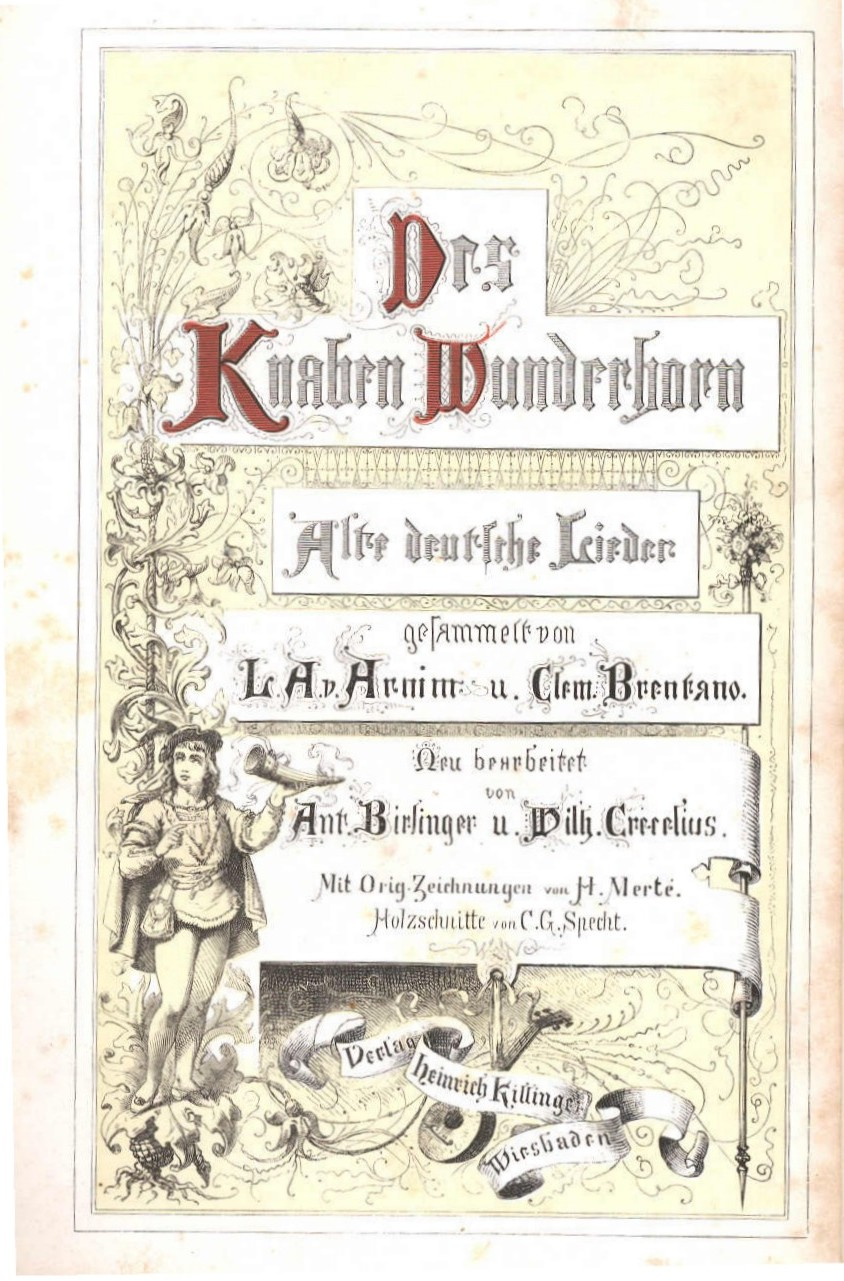
Couverture d'une édition de 1874.

Pour l’article homonyme, voir Des Knaben Wunderhorn (Mahler).
Des Knaben Wunderhorn. Alte deutsche Lieder, traduit en français par Le Cor merveilleux de l’enfant, est un recueil d'environ mille chants populaires (Volkslieder) germaniques, des plus anciens remontant à la fin du Moyen Âge jusqu’au XVIIIe siècle, la période contemporaine de publication. L'exemple de Goethe et de Herder, qui les premiers s'enthousiasmèrent pour la poésie populaire, a sans doute incité deux des plus authentiques représentants du romantisme allemand, Clemens Brentano et Achim von Arnim, à publier le recueil qui a pour toujours associé leurs noms. Il a été publié entre 1805 et 1808, en trois volumes, et contient plusieurs centaines de paroles.

## Histoire culturelle
Sous l'influence des guerres napoléoniennes, les poètes du romantisme, atteints par une sorte de sentiment national, cherchent un passé germanique perdu dans les contes, les légendes (Nibelungen), dans la poésie du Moyen Âge (Eddas) et les chansons populaires. Les danses populaires font corps avec la musique romantique comme chez Franz Schubert. Les Frères Grimm collectent les légendes et les contes de tradition orale.
Recueillies de la bouche du peuple ou dans de vieux manuscrits, ces chansons populaires furent choisies pour répondre à une mission culturelle et patriotique dont Arnim en particulier se sentait investi : rendre accessibles aux masses populaires les trésors de poésie accumulées au cours des siècles et dont elles sont les dépositaires. Plus sensibles aux exigences artistiques, Brentano les adapta, soucieux d'en perfectionner la forme, tout en respectant l'expression naïve et spontanée. Elles chantent les paysages grandioses ou charmants qui se métamorphosent au rythme des saisons, les sentiments humains élémentaires et les vicissitudes de l'amour : joie de l'amoureux comblé, soupirs de la jeune fille qui espère, plaintes de l'amante abandonnée ; la dualité tragique de l'âme allemande déchirée d'une part entre sa nostalgie du pays natal et d'autre part l'appel vers l'aventure et les lointains inconnus dont le Cor merveilleux, qui figurait sur la page de titre de l'édition originale, offrait le symbole. « Demain il me faut partir, / M'éloigner de toi. / Ô toi, beauté sans pareille, / Partir c'est souffrir. / Oui mon amour fut fidèle / Au-delà de tout. / Pourtant je dois te quitter. »
Véritable « fontaine de jouvence » à laquelle toute une génération de poètes (Eichendorff, Uhland, Mörike, Emanuel Geibel, Heine, Lenau) a puisé, source d'inspiration pour de nombreux musiciens (Carl Maria von Weber, Franz Schubert, Robert Schumann, Johannes Brahms dont sa célèbre berceuse Bonsoir, bonne nuit, Gustav Mahler, Richard Strauss), Le Cor merveilleux de l'enfant a exercé, parallèlement aux Contes des frères Grimm, une influence qui, dépassant largement le simple romantisme, s'est manifestée tout au long du XIXe siècle.

## Jugements
« L'un des meilleurs recueil de chants populaires en Allemagne est celui qui a été publié par M. C. Brentano, sous le titre Des Knaben-Wunder-Horn (le Cor merveilleux de l'enfant). Ce titre exprime toute la pensée poétique de l'ouvrage ; c'est, en effet, un cor merveilleux qui répète aux intelligences qui ont gardé la douce impressionnabilité de l'enfance les tendres romances, les balades chevaleresques, les touchantes mélodies du passé. Religieuses croyances des peuples, traditions d'amour, cris de guerre et de patriotisme, tout est là réuni : c'est une image de la vieille Allemagne ; c'est le fidèle écho des sentiments qui ont tour à tour ému le cœur de ses enfants, égayé les travaux du jour, et animé le soir les veillées de la famille. » (Le Magasin pittoresque, 1845, p. 195)

## Influence
La démarche de Brentano et Arnim influencera celle de Théodore Hersart de La Villemarqué,  l'auteur du Barzaz Breiz.

## Édition française
- Le Cor merveilleux de l’enfant, Nantes, Le Petit Véhicule, coll. « Le carré de l'imaginaire », 2002.